# Maureen Waaka
Maureen Te Rangi Rere I Waho Waaka (* 5. Oktober 1942 in Rotorua als Maureen Kingi; † 1. Juli 2013 ebenda) war eine Miss Neuseeland (1962) und Politikerin.

## Leben

### Kindheit und Jugend
Maureen Waaka, am 5. Oktober 1942 in Rotorua als Maureen Kingi geboren, kommt von den maorischen iwi (Stämmen) der Te Arawa Ngāti Whakaue und Tuwharetoa Ngāti Turumakina. Sie wuchs in Rotorua im Stadtteil Ohinemutu auf, die an den Rotorua-See grenzt. Waakas Familie war in der Unterhaltungsindustrie in Rotorua beschäftigt, wo sie die Tänze kapa haka und poi für Touristen aufführten. Ihre Lehrerinnen waren unter anderem die gut bekannten Tänzerinnen Guide Rangi und Guide Kiddo. Waaka studierte danach in Australien, wo sie zur Radiologieassistentin ausgebildet wurde.

### Miss New Zealand
Waaka gewann 1962 den Titel der Miss New Zealand im nationalen Schönheitswettbewerb und sie ist damit, nach Moana Whaanga Manley 1949, die zweite Māori-Frau, die diesen Titel gewann. Als Siegerin nahm Waaka für Neuseeland an den weiteren Wettbewerben Miss World und Miss Universe teil, die in London stattfanden. Nach ihrem Erfolg im Ausland kehrte Waaka nach Rotorua zurück, wo sie 18 Jahre lang als Bezirksratsvertreterin diente.

### Politische Karriere
Waaka nutzte ihre Erfahrungen als Sprecherin für Neuseeland und ihre Berühmtheit, um sich in der Politik zu engagieren. 1989 wurde sie in den Bezirksrat von Rotorua gewählt. Sie wurde mehrfach wiedergewählt und blieb bis zu ihrem Tod Mitglied, insgesamt 18 Jahre lang. Waaka war Vorsitzende und Treuhänderin für zwei Māori-Treuhandfonds. Außerdem war sie Resource Management Act-Kommissarin, die Vorsitzende des Rates Statutory Hearings Committee und Mitglied im Te Arawa Standing Committee. Waaka war auch stellvertretende Vorsitzende der Problem Gambling Foundation, Mitglied im Lakes District Health Board, Vorsitzende des District Licensing Committee und Mitglied der Organisation Maori in Tourism.
Waaka unterstützte das Gesetz zur Gambling Harm Reduction, das von Shane Jones von der Labour Party entworfen wurde. Sie versuchte so, das Glücksspiel und den Alkoholkonsum in Māori- und Pākehā-Gemeinschaften zu reduzieren. Glücksspiel war in Neuseeland seit den 1980er Jahren ein Problem, und 2005 erreichte der Netto-Glücksspielverlust der Neuseeländer 122 Milliarden Neuseeland-Dollar. Das Problem ergab sich hauptsächlich aus der Verbreitung von Pokie-Maschinen und dem hohen Suchtfaktor dieser Maschinen. Waaka unterstützte die Änderungen, die im Juni 2013 im neuseeländischen Parlament eingeführt wurden, um ihre Gemeinde vor dem Verlust von Vermögen durch Glücksspiel zu schützen. Allerdings starb sie, bevor die Änderungen Gesetz wurde. Trotz ihres Todes wurde das Gesetz im September 2013 im neuseeländischen Parlament verabschiedet.

### Tod und Begräbnis
Maureen Waaka erlitt am 16. Juni 2013 in Auckland einen leichten Schlaganfall. Sie starb am 1. Juli 2013 in Rotorua an damit verbundenen Komplikationen. Maureen Waakas tangi (Beisetzung) fand am Te Papaiouru Marae in Ohinemutu in Rotorua statt. Sie ist auf dem Kauae-Friedhof neben ihren Eltern begraben.

## Vermächtnis
Nach ihrem Tod wurde Maureen Waaka von Rotoruas Bürgermeister Kevin Winters als Champion von Rotorua und Vorbild der Māori-Jugend gepriesen. Ihre Lebensgeschichte inspirierte das Theaterstück „Te Puhi“, eine fiktive Geschichte über eine Māori-Schönheitskönigin. „Te Puhi“ wurde von Cian Elyse Waiti geschrieben. Te Kohe Tuhaka führte Regie und leitete die Inszenierung im Juni 2017 im Herald Theatre im Aotea Centre im Zentrum von Auckland.

## Auszeichnungen
- New Zealand Commemoration Medal 1990
- New Zealand Order of Merit 2001 für Dienstleistungen in Tourismus und Gemeinschaft[9]